# Tres de corazones
Tres de corazones es una película argentina dirigida por Sergio Renán y protagonizada por Nicolás Cabré, Mónica Ayos y Luis Luque. Fue estrenada el 26 de abril de 2007.

## Sinopsis
Ángel vuelve a su ciudad. En un parador conoce a Dora y, aunque sólo tienen una aventura en el micro, su relación no terminará ahí. Ángel consigue un trabajo como remisero que lo llevará a reencontrarse con Dora. La atracción continúa a pesar de que descubre que Dora es la mujer de su jefe, Coria.

## Reparto
- Nicolás Cabré como Ángel
- Mónica Ayos como Dora
- Luis Luque como Coria
- Norma Argentina como Madre de Ángel
- Sergio Boris
- Daniel Tedeschi
- China Zorrilla